# Una gota de sangre para morir amando
Una gota de sangre para morir amando, en la seva versió per Estats Units Clockwork Terror o To love, perhaps to die, és una coproducció hispano-francesa dirigida per Eloy de la Iglesia. Estrenada en 1973 és una pel·lícula exploitation, enquadrada dins del gènere de la ficció científica deutor de La taronja mecànica de Stanley Kubrick.
En l'elaboració del guió, a més de col·laboradors habituals en la filmografia del director com Antonio Fos, també van participar cineastes com José Luis Garci. El seu repartiment és encapçalat per Sue Lyon qui va interpretar el paper protagonista a Lolita de Kubrick, i hi figuren actors com Jean Sorel o Christopher Mitchum.

## Sinopsi
En un futur distòpic, on la societat està governada per un estat neofeixista, una sèrie de crims terroritza als habitants d'una gran ciutat. Ana (Sue Lyon), una infermera que atén els seus pacients al Gran Hospital, observa com gradualment s'incrementen les víctimes d'un assassí a qui les autoritats no poden detenir. Les víctimes presenten sempre un perfil concret: són joves problemàtics.
Un dia David (Christopher Mitchum), un jove delinqüent, coneix casualment Ana i entre tots dos comença a sorgir una relació. Els espectadors seran conscients que és Ana l'executora dels assassinats: sedueix als joves per després d'haver mantingut una trobada sexual, assassinar-los.

## Repartiment
- Sue Lyon - Ana Vernia
- Christopher Mitchum - David
- Jean Sorel - Victor Sender
- Ramón Pons - Toni
- Charly Bravo - Bruno
- Alfredo Alba - Román Mendoza
- Antonio del Real - Mick
- David Carpenter - Phil
- Ramón Fernández Tejela - Nícola
- Fernando Hilbeck - Marido en casa atacada
- Eduardo Calvo - Subjecte de tractament
- Fernando Sánchez Polack - Subjecte del tractament
- Paul Pavel
- Manuel Guitián
- Jean Degrass
- David Areu
- María Moreno
- Javier de Campos
- Antonio Puga
- Saturno Cerra
- César Godoy
- Antonio Gutti
- Manuel Barrios
- Fernando E. Romero - Nen a casa atacada
- Sofía Casares
- Fabián Conde - Silvio, director del spot
- Luis Gaspar
- Montserrat Julió - Anunciadora de la televisió
- Ángel Blanco

## Anàlisi
La pel·lícula pren algunes pistes de La taronja mecànica de Stanley Kubrick fins al punt que fins i tot es va llançar al VHS del Regne Unit dels anys 80 com a Clockwork Terror. Com la seva font d'inspiració, la pel·lícula es troba en un món distòpic del futur proper on les bandes sàdiques ataquen, violen i roben a persones innocents al carrer i a casa seva. Per elaborar la pel·lícula, es reprodueix la tècnica Ludovico del seu predecessor, ja que un govern neofeixista intenta combatre aquests crims mitjançant la realització de sinistres experiments de control mental sobre criminals capturats. Aquest tractament finalment es dispara amb resultats sagnants al final de la pel·lícula, on els subjectes tractats es tornen incòmodes i es maten entre ells.
L'estètica de ciència-ficció de la pel·lícula és més pronunciada en comparació amb la pel·lícula de Kubrick, amb un entorn retro-futurista que recorda també les d'altres pel·lícules de ciència-ficció dels anys setanta com Soylent Green i Rollerball. Tanmateix, la pel·lícula no és una simple còpia de l'obra mestra de Kubrick, ja que també té la sensació i la construcció (pel que fa al desenvolupament de la història) de les pel·lícules italianes giallo de l'època, així com el grau bàsic d'aquestes pel·lícules d'escenes d'assassinat horribles. També s'ha argumentat que la violència gràfica de la pel·lícula va influir en algunes de les pel·lícules de Paul Verhoeven.

## Edició casolana
El 1986 la pel·lícula es va estrenar al Regne Unit en vídeo VHS per Empire Video amb el nom de Clockwork Terror i de nou per Pagan Films com a Murder in a Blue World amb aquest segon títol en anglès també utilitzat per als seus llançaments en DVD britànics el 2004 i 2009 per Hanzibar Films i HB Films respectivament. La versió original en castellà té una durada de 100 minuts i, quan la pel·lícula es va estrenar per primera vegada a VHS del Regne Unit com a Clockwork Terror (durada - 96:42 minuts), tenia dues escenes de vídeos expositius afegits, però el BBFC va tallar 2:06 minuts d'escenes violentes que van quedar intactes més tard en els llançaments posteriors de vídeos casolans amb el nou títol de Murder in a Blue World (durada: 98:21 minuts); al seu torn, faltaven les dues escenes de diàleg exposicional en aquestes darreres versions. Fins al dia d'avui no s’ha estrenat tota la pel·lícula sense tallar en vídeo domèstic a Espanya, el Regne Unit, els Estats Units o cap altre lloc, però si es mira el VHS britànic de la pel·lícula del 1986 i es compara amb els seus darrers llançaments de vídeo i DVD (que inclouen el mateix temps de reproducció de la pel·lícula impresa) pel que fa a les escenes eliminades de cada versió, es pot compondre com seria tota la pel·lícula no editada.